# Circles (Mac Miller)
Circles è il sesto album del rapper statunitense Mac Miller e il primo postumo. È stato pubblicato il 17 gennaio 2020 dalla Warner Bros. Records. Prodotto interamente da Jon Brion, l'album presenta un unico ospite, Baro Sura, nella traccia Hand Me Downs.

## Sfondo
Al momento della sua morte, il 7 settembre 2018, Miller era coinvolto nel processo di registrazione di Circles. Doveva essere un album correlato a Swimming (2018), con "due stili diversi che si completano a vicenda, come un cerchio" e il concetto di "swimming in circles" (nuotare in cerchio). Jon Brion, che ha lavorato con Miller sull'album, ha completato la produzione "in base al suo tempo e alle sue conversazioni" con Miller.
Circles è stato annunciato dalla famiglia di Miller tramite una nota sul suo account Instagram l'8 gennaio 2020. È stato rilasciato dalla Warner Records il 17 gennaio 2020.

## Composizione
I critici hanno descritto l'album con elementi di emo rap, soft rock, pop, hip hop, R&B, lo-fi, indie folk, e synth-pop. La traccia Blue World include un'ulteriore assistenza alla produzione di Guy Lawrence, metà del duo di produzione di case discografiche con sede nel Regno Unito. La sesta traccia Everybody è una cover del brano Everybody’s Gotta Live dei Love.

## Singoli
Il singolo principale, Good News, è stato rilasciato il 9 gennaio 2020, insieme a un video musicale di accompagnamento diretto da Anthony Gaddis ed Eric Tilford. Il video mostra le immagini di Miller in un mondo astratto con paesaggi animati colorati. I rimanenti brani dell'album sono stati anche pubblicati con video musicali di uno stile simile il 17 gennaio 2020. Il singolo ha debuttato al numero 17 della Billboard Hot 100 negli Stati Uniti, superando Self Care (2018; numero 33) come la sua canzone più di successo come artista principale.

## Critica
| Recensione      | Giudizio |
| --------------- | -------- |
| AllMusic        |          |
| Q               |          |
| NME             |          |
| The Independent |          |
| Rolling Stone   |          |
| Pitchfork       |          |
| The Guardian    |          |

Circles ha riscosso un ampio successo alla critica. Su Metacritic, l'album ha ottenuto un punteggio medio di 83, basato su 12 recensioni.

## Tracce
1. Circles – 2:50 (Malcolm McCormick) – Mac Miller, Jon Brion
2. Complicated – 3:52 (McCormick, Brion) – Mac Miller, Brion
3. Blue World – 3:29 (McCormick, Guy Lawrence, George Forrest, Robert Wright) – Lawrence, Brion (prod. agg.)
4. Good News – 5:42 (McCormick, Brion) – Mac Miller, Brion
5. I Can See – 3:40 (McCormick, Robert Taylor) – Brion, Shea Taylor
6. Everybody – 4:16 (Arthur Lee) – Mac Miller, Brion
7. Woods – 4:46 (McCormick, Brion, Eric Dan, David Ruoff, Eli Klughammer) – Dan, David x Eli, Brion (prod. agg.)
8. Hand Me Downs – 4:58 (McCormick, Baro Sarka, G. Stevenson) – Mac Miller, Brion
9. That's on Me – 3:37 (McCormick) – Mac Miller, Brion
10. Hands – 3:19 (McCormick, Brion) – Mac Miller, Brion
11. Surf – 5:30 (McCormick, Brion) – Mac Miller, Brion
12. Once a Day – 2:40 (McCormick) – Mac Miller, Brion (prod. agg.)

Tracce bonus nell'edizione deluxe
1. Right
2. Floating

## Classifiche

### Classifiche settimanali
| Classifica (2020-23) | Posizione massima |
| -------------------- | ----------------- |
| Australia            | 3                 |
| Austria              | 8                 |
| Belgio (Fiandre)     | 4                 |
| Belgio (Vallonia)    | 37                |
| Danimarca            | 10                |
| Estonia              | 2                 |
| Finlandia            | 13                |
| Francia              | 37                |
| Germania             | 23                |
| Grecia               | 42                |
| Irlanda              | 6                 |
| Islanda              | 5                 |
| Italia               | 38                |
| Lituania             | 2                 |
| Norvegia             | 5                 |
| Nuova Zelanda        | 3                 |
| Paesi Bassi          | 3                 |
| Portogallo           | 17                |
| Regno Unito          | 8                 |
| Repubblica Ceca      | 5                 |
| Slovacchia           | 11                |
| Stati Uniti          | 3                 |
| Svezia               | 15                |
| Svizzera             | 9                 |
| Ungheria             | 9                 |

### Classifiche di fine anno
| Classifica (2020) | Posizione |
| ----------------- | --------- |
| Belgio (Fiandre)  | 92        |
| Nuova Zelanda     | 41        |
| Stati Uniti       | 64        |